# Sulawesibergdrongo
De sulawesibergdrongo (Dicrurus montanus) is een zangvogelsoort uit de familie Dicruridae (drongo's). In de twintigste eeuw werd de vogel nog beschouwd als een ondersoort van wat nu de glansvlekdrongo heet, met de wetenschappelijke naam: D. bracteatus montanus.

## Verspreiding en leefgebied
Deze drongo is een endemische vogelsoort op Sulawesi. 

## Status
De sulawesibergdrongo is schaars maar soms plaatselijk vrij algemeen en het verspreidingsgebied is groot. Er is geen aanleiding te veronderstellen dat de soort achteruit gaat in een tempo dat hoger ligt dan de 30% in tien jaar (meer dan 3,5% per jaar). Daarom staat deze drongo als niet bedreigd op de Rode Lijst van de IUCN.